# Fazle Hussain
Pour les articles homonymes, voir Hussain.
A. K. M. Fazle Hussain (né le 20 janvier 1943), est un professeur émérite de l'université de Houston en génie mécanique, physique et sciences atmosphériques. Il est également le directeur de mécanique des fluides et turbulences de l'université de Houston et membre du conseil d'administration de l’université de Science et Technologie de Shahjalal. Il est actuellement professeur à l'Université Texas Tech ainsi que conseiller principal du président.

## Éducation
Hussain a obtenu son Baccalauréat universitaire ès sciences en génie mécanique de l'université d’ingénierie et technologie du Bangladesh. Après une maîtrise et un doctorat en génie mécanique à l'université Stanford en 1966 et 1969 sous la direction de William Craig Reynolds, Hussain fut chercheur post-doctoral à l'université Johns-Hopkins avec Leslie Kovasznay et Stanley Corrsin.

## Honneurs et récompenses
- Prix de l'American Society of Mechanical Engineers en 1984[2]
- Prix de mécanique des fluides de l'American Society of Mechanical Engineers en 2000[3]
- Prix de Dynamique des fluides de l'American Institute of Aeronautics and Astronautics en 2002[4]